# Theodor Cerny
Theodor Cerny (* 3. November 1898 in Allentsteig; † 20. Juni 1981 in Gmünd) war ein österreichischer Steinmetzmeister und Politiker (ÖVP). Cerny war von 1945 bis 1966 Abgeordneter zum österreichischen Nationalrat.

## Leben
Cerny besuchte die Volksschule und wechselte danach an ein Gymnasium. Nach der Matura studierte Cerny vier Semester Rechtswissenschaften und absolvierte eine Lehre zum Steinmetzmeister. Cerny arbeitete als Finanzbeamter und Steinmetzmeister und war Inhaber der Firma A. Ullrich & CO, Granit- und Syenitwerke in Gmünd, den er von seinem Schwiegervater Alois Ullrich übernommen hatte. Cerny war zwischen 1929 und 1938 Mitglied des Gemeinderates von Gmünd und wurde 1945 zum Landesinnungsmeister ernannt. Er war zudem Präsident der Handelskammer Niederösterreich und Hauptbezirksparteiobmann der ÖVP Gmünd. Zwischen 1940 und 1941 saß auf Grund einer politischen Freiheitsstrafe in Haft. Cerny vertrat die ÖVP zwischen dem 19. Dezember 1945 und dem 30. März 1966 im Nationalrat.

## Auszeichnungen
- 1955: Großes Silbernes Ehrenzeichen für Verdienste um die Republik Österreich[1]
- 1968: Großes Goldenes Ehrenzeichen für Verdienste um die Republik Österreich[2]
- 1969: Goldenes Komturkreuz des Ehrenzeichens für Verdienste um das Bundesland Niederösterreich
- Berufstitel Kommerzialrat